# Саджида Мубарак Атрус ар-Ришави
Са́джида Муба́рак Атру́с ар-Риша́ви (араб. ساجدة مبارك عطروس الريشاوي‎; казнена 4 февраля 2015) — террористка-смертница (её «пояс шахида» не сработал), участвовавшая в террористических атаках в Аммане 9 ноября 2005 года.

## Биография
Саджида ар-Ришави родилась в 1970 году. Она и её супруг Али Хусейн Али аш-Шаммари были гражданами Ирака, говорившими с иракским акцентом.

### Теракт в Аммане 9 ноября 2005 года
Саджида ар-Ришави и её муж прибыли в Иорданию по поддельным паспортам за четыре дня до терактов. 9 ноября 2005 года Саджида ар-Ришави вместе с мужем вошла в банкетный зал отеля Radisson в Аммане, где в это время проходила свадьба. Увидев, что у неё возникли проблемы с детонацией пояса смертника, Али аш-Шаммари вытолкнул её из комнаты и привёл в действие взрывное устройство. В результате погибло 38 человек.
Саджида ар-Ришави была задержана иорданскими властями и призналась в попытке совершения теракта, но затем отказалась от своих показаний и сказала, что они были даны под давлением. В ходе судебного разбирательства её адвокат настаивал на том, что Саджида не имела намерения совершать самоубийство и взрывать бомбу. Судебная экспертиза выяснила, что спусковой механизм бомбы заклинило. 21 сентября 2006 года Саджида ар-Ришави, как и шесть других участников терактов, была приговорена к смертной казни через повешение.

### Попытка обмена
Саджида ар-Ришави была сестрой Самира ар-Ришави — одного из близких помощников лидера Аль-Каиды в Ираке Абу Мусаба аз-Заркави. Эта группировка впоследствии стала известна как «Исламское государство». 24 января 2015 года ИГ предложило обменять Саджиду ар-Ришави на пленного японского журналиста Кэндзи Гото. После того, как Кэндзи Гото был обезглавлен, ИГ предложило обменять её на иорданского пилота Муаза аль-Касасиба. Обмен не был произведён по причине отсутствия доказательства того, что Муаз аль-Касасиба был жив. Затем была распространена видеозапись сожжения аль-Касасибы.
6 февраля 2015 в интервью Roya TV шейх Аль-Каиды Абу Мухаммад аль-Макдиси рассказал, что предлагал обменять осуждённую на смерть Саджиду ар-Ришави на пилота Муаза аль-Касасибу, однако, как выяснилось после публикации видео сожжения, ИГ обманывало аль-Макдиси, и на момент переговоров пилот был уже казнён.

### Казнь
В отместку за смерть своего пилота, иорданские власти утром 4 февраля 2015 года казнили путём повешения Саджиду ар-Ришави и полевого командира Аль-Каиды в Ираке Зияда аль-Карбули.